# Villaminaya (kommunhuvudort)
Villaminaya är en kommunhuvudort i Spanien.   Den ligger i provinsen Toledo och regionen Kastilien-La Mancha, i den centrala delen av landet, 80 km söder om huvudstaden Madrid. Villaminaya ligger 728 meter över havet och antalet invånare är 589.
Terrängen runt Villaminaya är platt. Runt Villaminaya är det glesbefolkat, med 17 invånare per kvadratkilometer. Närmaste större samhälle är Sonseca, 9,7 km väster om Villaminaya. Trakten runt Villaminaya består till största delen av jordbruksmark.